# 이가와 히사시
이가와 히사시(Hisashi Igawa, 1936년 11월 17일 ~ )는 일본의 배우이다.

## 방송
- 한계취락 주식회사
- 흔히있는 기적
- 겨울 운동회
- 칩 러브
- 러브 제너레이션

## 영화
- 심야식당2 (2016년)
- 후지타 (2015년)
- 봄을 짊어지고 (2014년)
- 츠루기다케 점의 기록 (2009년)
- 키토키토! (2007년)
- 겨울 운동회 (2005년) - 츠다 역
- 남자들의 야마토 (2005년)
- 현청의 별 (2005년)
- 8월의 크리스마스 (2005년)
- 키프 온 락킹 (2003년)
- 한오치 (2003년)
- 안녕, 쿠로 (2003년)
- 레터 프럼 더 마운틴 (2002년)
- 호타루 (2001년)
- 비 그치다 (1999년)
- Sada: Gesaku - Abe Sada no shogai (1998년)
- 총알 발레 (1998년)
- 팔묘촌 (1996년)
- 히로시마 (1995년)
- 깊은 강 (1995년)
- 라스트 블릿 (1995년)
- 마다다요 (1993년)
- 고 히메 (1992년)
- 전쟁과 청춘 (1991년)
- 8월의 광시곡 (1991년)
- 3-4x 10월 (1990년)
- 꿈 (1990년)
- 윤의 거리 (1989년)
- 리큐 (1989년)
- 영화 여배우 (1987년)
- 하치 이야기 (1987년) - 마에카와 역
- 로쿠메이칸 (1986년)
- 불타는 집의 사람 (1986년)
- 란 (1985년)
- 이터널 마뉴먼트 (1982년)
- 템표의 기와지붕 (1980년)
- 불타는 가을 (1979년)
- 소네자키 동반자살 (1978년)
- 팔묘촌 (1977년)
- 화석 (1975년)
- 하라카라 (1975년)
- 시노부가와 (1972년)
- 고향 (1972년)
- 남자는 괴로워 5 (1970년)
- 가족 (1970년)
- 도데스카덴 (1970년)
- 타인의 얼굴 (1966년)
- 할복 (1962년)
- 인간의 조건 2 (1959년)